# دان فيوريجل
دان فيوريجل هو ممثل أسترالي ولد في 29 أكتوبر 1981. أشتهر بدوره في مسلسل سبارتاكوس: الدم والرمل، سبارتاكوس: الانتقام وسبارتاكوس: حرب الملعونين.

## وصلات خارجية
- دان فيوريجل على موقع IMDb (الإنجليزية)
- دان فيوريجل على موقع قاعدة بيانات الفيلم (الإنجليزية)